# Roßwein
Roßwein ist eine Kleinstadt in sächsischen Landkreis Mittelsachsen.

## Geographie

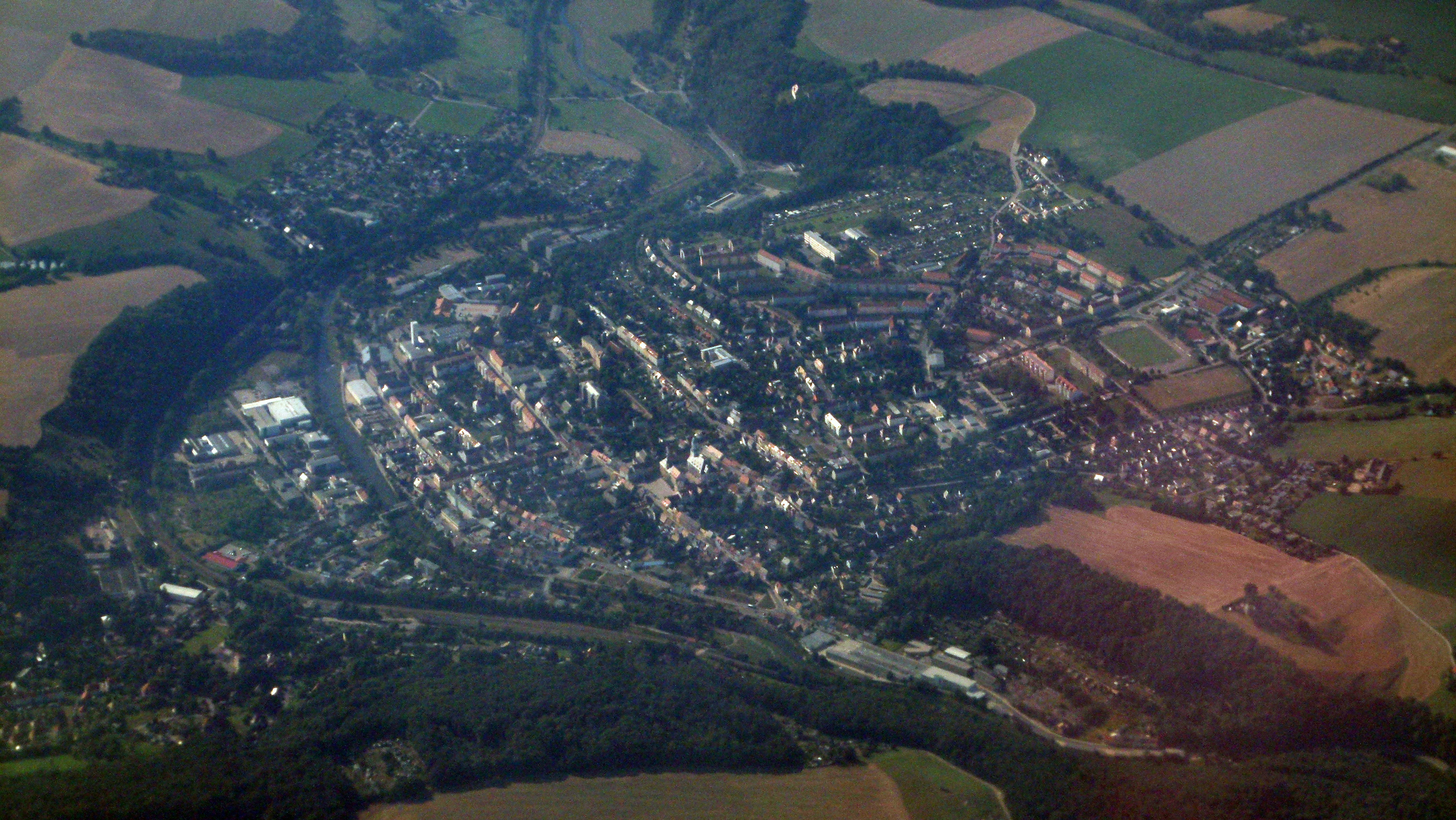
Roßwein

### Geographische Lage
Das Territorium von Roßwein liegt im Mittelsächsischen Bergland, beiderseits der Freiberger Mulde. Der Kern der namensgebenden Stadt befindet sich auf dem sanft aufsteigenden Gelände am rechten Muldenufer. Roßwein liegt etwa 50 km westlich von Dresden in der Nähe der Städte Freiberg und Meißen.

### Nachbargemeinden
| Döbeln     | Döbeln                                      | Nossen      |
| Waldheim   | Kompassrose, die auf Nachbargemeinden zeigt | Nossen      |
| Kriebstein | Striegistal                                 | Striegistal |

Nossen gehört zum Landkreis Meißen, alle anderen Nachbargemeinden gehören zum Landkreis Mittelsachsen.

### Stadtgliederung

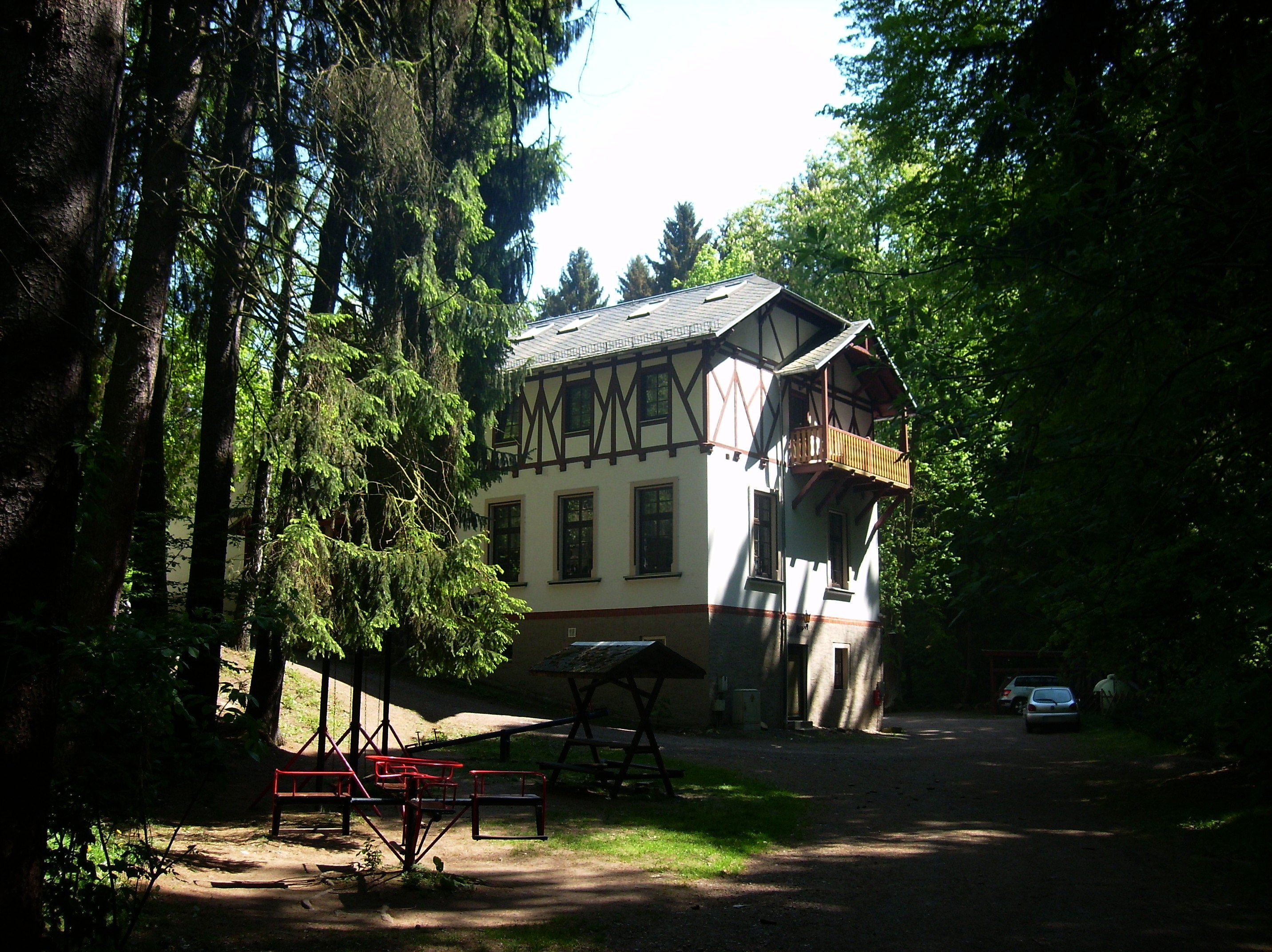
Margarethenmühle im Zweiniger Grund

Die Ortsteile sind:
- Gleisberg
- Grunau
- Haßlau
- Hohenlauft
- Klinge
- Littdorf
- Mahlitzsch
- Naußlitz mit Kobelsdorf
- Niederforst
- Niederstriegis
- Ossig
- Otzdorf
- Roßwein (Stadt)
- Seifersdorf
- Ullrichsberg mit Troischau
- Wettersdorf
- Wetterwitz
- Zweinig

## Geschichte

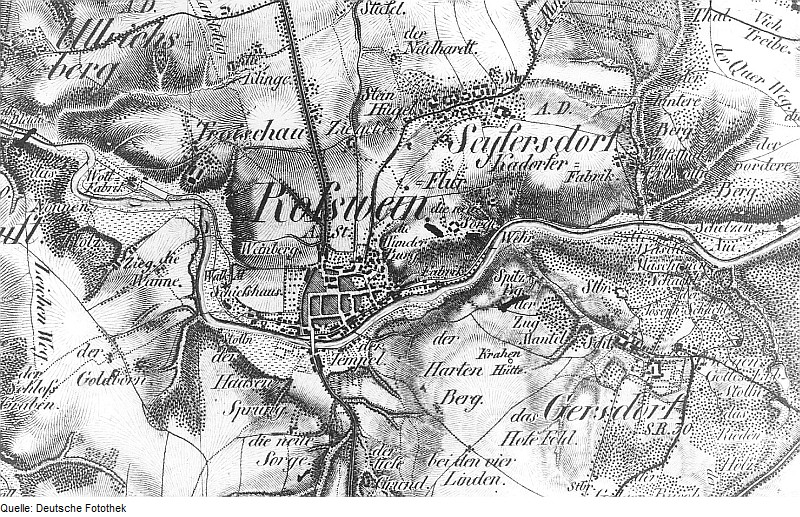
Karte von Roßwein vor 1843

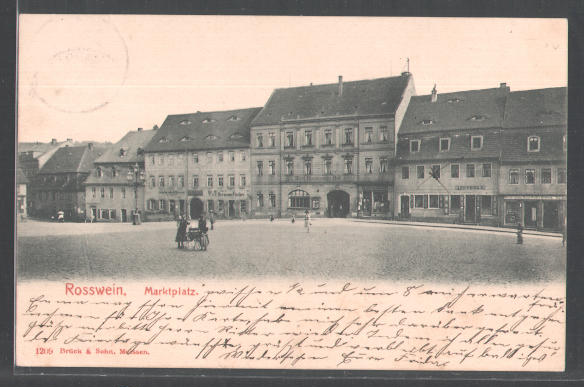
Marktplatz (1906)

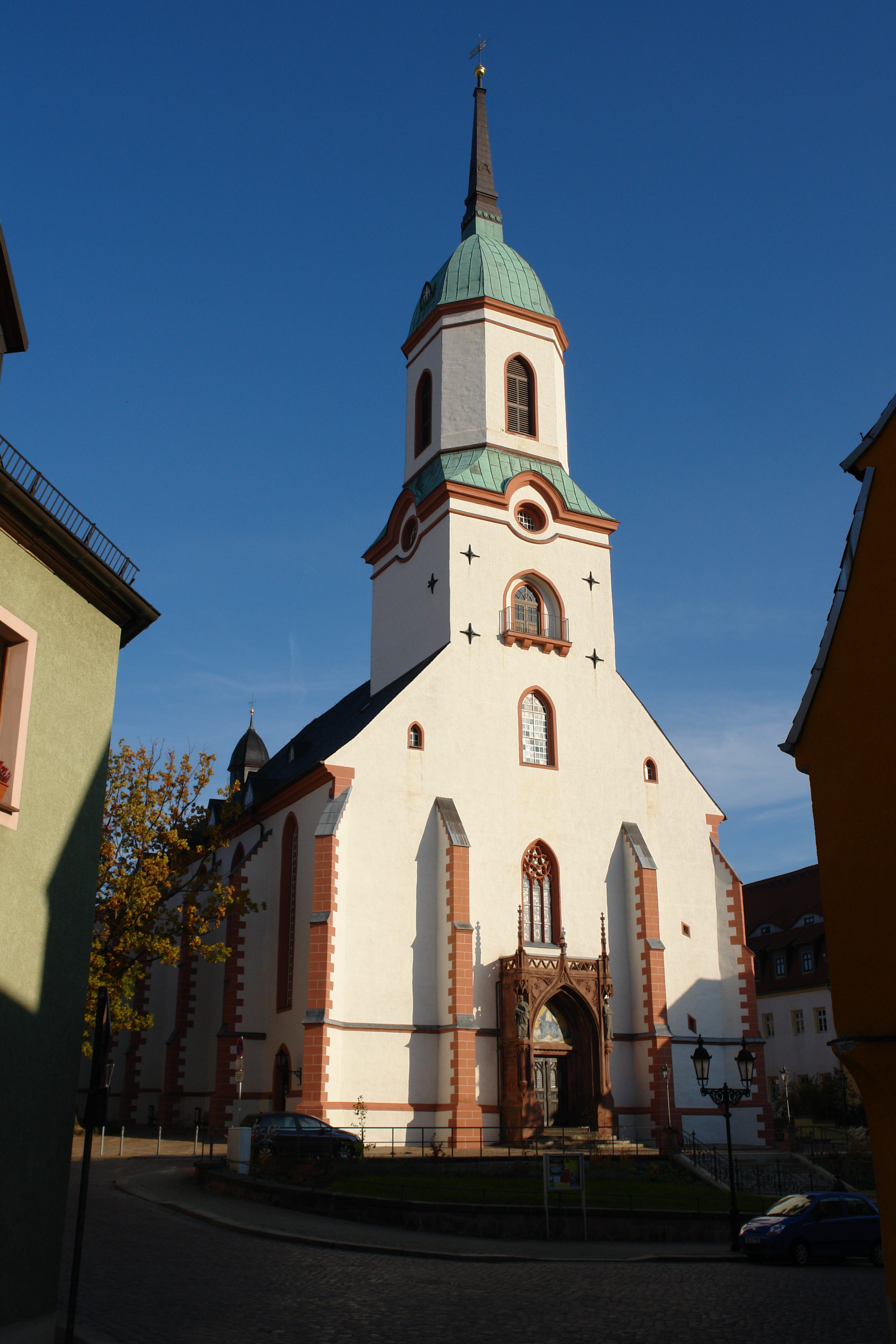
Kirche von Roßwein

Roßwein war im frühen Mittelalter ein altsorbisches Fischerdorf. Im 12. Jahrhundert entwickelte sich daraus im Rahmen der deutschen Ostsiedlung eine markgräflich-meißnische Stadtanlage mit einem Herrensitz.

Die erste urkundliche Erwähnung von Roßwein stammt aus dem Jahr 1220. Ein Jahr später wird ein villicus de Rosewin genannt.
Der Name der Stadt geht auf das altsorbische Wort Rusavin, abgeleitet vom Personennamen Rusava zurück. Roßwein ist also die Siedlung eines Sorben mit Namen Rusava. Der Name geht auf rusy rötlich, blond, braun zurück. Der Ortsname legt nahe, dass Roßwein eine sorbische Gründung ist. Unbekannt ist das Jahr der Gründung und auf wessen Initiative die Gründung erfolgte.
Im Jahr 1286 wird Roßwein erstmals in einer Urkunde als Stadt (civitas seu oppidum) bezeichnet. Es gibt eine wechselvolle Geschichte. Roßwein wurde durch den Markgrafen Heinrich den Erlauchten (1221–1286) an seinen Enkel Friedrich den Freidigen (den Gebissenen), Pfalzgraf von Sachsen, verpfändet und ging nach dem Tode Heinrichs in den Besitz von Friedrich den Freidigen über. Friedrich der Freidige übergab Roßwein durch Schenkung am 18. Mai 1293 an das Zisterzienserkloster Altzella bei Nossen.
Seit 1360 hatte Roßwein einen Bürgermeister und einen Rat. Die Stadt unterstand nachweislich ab 1590 dem Amt Nossen. Rat und Bürgermeister zu Roßwein erhielten die Gerichtsbarkeit sowohl vom Kloster Altzella als auch vom Amt Nossen nur auf Zeit verpfändet. Den Stadtrichter wählte der Rat aus seiner Mitte. Später besaß Roßwein auch eine umringende Stadtmauer von 1.221 m Länge mit durchgezogenem Wehrgang. Vom Marktplatz aus verliefen fünf Straßen zu fünf Stadttoren: dem Kreuztor, dem Bergtor, dem Mühlentor, dem Döbelnschen bzw. Lommatzscher Tor sowie dem Brückentor, welches einen Wachturm trug. Als Baumaterial dienten Bruchsteine aus dem nahen Steinbruch. Auch Steine aus der Freiberger Mulde, die man Katzenköpfe nannte, fanden Verwendung. Torwachen mussten von den Bürgern selbst gestellt werden. Sie erhielten eine Ausbildung in der Waffenführung von Spieß, Armbrust und Schwert. Kurz vor Einbruch der Dunkelheit verschloss man die Tore. Säumige hatten dann vor den Toren der Stadt ihr Nachtlager zu suchen. Ab 1805 entfiel das Verschließen der Stadttore. Die Torwachen löste man aber erst 45 Jahre später auf.
Um 1550 lebten 259 besessene Mann und 360 Inwohner in Roßwein. 1748 waren es 477 besessene (grundbesitzende) Bürger und der Ort bestand der Größe nach aus 29 Hufen.
1871 war die Bevölkerung bereits auf 6848 angestiegen.
Roßwein zählte neben Nossen und Siebenlehn zum bedeutendsten Besitz des Klosters. Dadurch hatte aber die Stadt die meisten Abgaben zu leisten. Alle Anlieger waren verpflichtet, für ihren Wohnbereich den Bau auszuführen und zu erhalten.
Auch in Roßwein forderte 1613 die schwarze Pest ihre Opfer. Im Jahr 1834 lebten bereits 4202 Einwohner in Roßwein. 1868 wurde die Eisenbahnverbindung nach Leipzig und Dresden sowie 1874 nach Chemnitz eröffnet. Seit dem 19. Jahrhundert war die Stadt ein wichtiger Industriestandort; hier siedelten sich Metallwaren-, Schuh-, Textil- und Zigarrenfabriken an. Mit Einführung der Allgemeinen Städteordnung erlangte das Stadtgericht 1834 seine Eigenständigkeit. Nach Abtretung an den Staat ging die städtische Gerichtsbarkeit zusammen mit der vom Justizamt Nossen ausgeübten Ober- und Erbgerichtsbarkeit in der Stadt Roßwein und ihren Fluren am 1. September 1853 auf das Königliche Gericht Roßwein über.
Gegen Ende des Zweiten Weltkrieges von Ende 1944 bis Frühjahr 1945 mussten KZ-Häftlinge des Außenlagers Nossen/Roßwein des KZ Flossenbürg in der Gießerei E. Broer ("Ebro-Werke") Zwangsarbeit verrichten.

### Historische Schreibweisen und Bedeutung des Ortsnamens
Der Schreibweise des Ortsnamens Roßwein hat im Laufe seiner Geschichte variiert und es gab verschiedene Schreibweisen. Folgende Schreibweisen sind aus historischen Quellen überliefert:
- 1220: Ros(s)ewin
- 1221: Bertoldus antiquus villicus de Rosewin
- 1286: Russewyn
- 1349: Ruswin
- 1393: Rüssewin
- um 1500: Russewein
- seit 1555/56: Roßwein

Der Name kommt vom altsorbischen Rusavin.
Das geht auf den Personennamen Rusva, zu rusy, rötlich, blond zurück.
Es war also die Siedlung eines Rusava.

### Gedenkstätten
- Der Gedenkstein auf dem Sowjetischen Ehrenfriedhof Etzdorfer Straße/Ecke Bergstraße erinnert sowohl an sowjetische Kriegsgefangene und Zwangsarbeiter, als auch an die zwei kommunistischen Widerstandskämpfer Paul Rockstroh und Kurt Schmidt, die 1944 bzw. 1945 im KZ Sachsenhausen ums Leben kamen.
- Ein Gedenkstein und zwei Gedenktafeln in der Kadorfer Straße 31b, in der Gartenstraße 42 und in der Goldbornstraße erinnern ebenfalls an Paul Rockstroh.
- Ein Gedenkstein im Ortsteil Haßlau, Zweiniger Grund, an der Zufahrtsstraße zur Margarethenmühle, erinnert an einen polnischen Zwangsarbeiter, der wegen einer unerlaubten Beziehung zu einer deutschen Frau 1943 öffentlich gehenkt wurde.
- Am Schweizerberg im Ortsteil Mahlitzsch wurden im April 1945 sieben unbekannte KZ-Häftlinge eines Todesmarsches aus dem Außenlager Colditz des KZ Buchenwald von SS-Männern erschossen. Ein dort 1975 errichteter Ehrenhain beherbergt ein Denkmal, das an dieses Geschehen erinnert, bei dem von 1.000 Häftlingen nur 17 überlebt haben. Die Toten von Mahlitzsch wurden auf dem Friedhof des Ortsteiles Niederstriegis begraben. An sie erinnert ein 1974 errichteter Grabstein.
- Am Bismarckplatz stand das Bismarckdenkmal mit einem Reliefmedaillon des Deutschen Reichskanzlers.

### Eingemeindungen
| Ehemalige Gemeinde    | Datum               | Anmerkung                                                    |
| --------------------- | ------------------- | ------------------------------------------------------------ |
| Gleisberg             | 01.01.1994          |                                                              |
| Grunau                | 01.06.1973          | Eingemeindung nach Niederstriegis                            |
| Grünroda              | vor 1875            | Eingemeindung nach Niederstriegis                            |
| Haßlau                | 01.01.1994          |                                                              |
| Hohenlauft            | vor 1875 01.07.1950 | Eingemeindung nach Etzdorf, Umgliederung nach Niederstriegis |
| Kobelsdorf            | vor 1875            | Eingemeindung nach Naußlitz                                  |
| Littdorf              | 01.01.1994          | Eingemeindung nach Niederstriegis                            |
| Mahlitzsch            | 01.10.1935          | Eingemeindung nach Niederstriegis                            |
| Naußlitz (mit Klinge) | 01.07.1950          | Eingemeindung nach Haßlau                                    |
| Niederstriegis        | 01.01.2013          |                                                              |
| Ossig (mit Juchhöh)   | 01.07.1950          | Eingemeindung nach Haßlau                                    |
| Otzdorf               | 01.01.1970          | Eingemeindung nach Littdorf                                  |
| Seifersdorf           | 01.01.1969          |                                                              |
| Troischau             | vor 1875            | Eingemeindung nach Ullrichsberg                              |
| Ullrichsberg          | 01.01.1952          |                                                              |
| Wettersdorf           | 01.07.1950          | Eingemeindung nach Wetterwitz                                |
| Wetterwitz            | 01.01.1974          | Eingemeindung nach Gleisberg                                 |
| Zweinig               | 01.07.1950          | Eingemeindung nach Haßlau                                    |

### Einwohnerentwicklung seit 1834
Entwicklung der Einwohnerzahl (ab 1998 31. Dezember):
| 1834 bis 1960                                                                             | 1990 bis 2002                                                                       | 2004 bis 2010                                                                       | 2012 bis 2015                             |
| ----------------------------------------------------------------------------------------- | ----------------------------------------------------------------------------------- | ----------------------------------------------------------------------------------- | ----------------------------------------- |
| - 1834: 04.202 - 1885: 06.443 - 1925: 09.376 - 1933: 09.605 - 1939: 09.696 - 1960: 10.343 | - 1990: 9.211 - 1998: 8.252 - 1999: 8.157 - 2000: 8.044 - 2001: 7.952 - 2002: 7.824 | - 2004: 7.596 - 2005: 7.451 - 2006: 7.353 - 2007: 7.290 - 2009: 7.022 - 2010: 6.923 | - 2012: 7.746 - 2013: 7.611 - 2015: 7.672 |

## Politik
In Roßwein gibt es neben den im Stadtrat und Kreistag vertretenen Parteien eine Ortsgruppe der Grünen. Weiterhin ist in Roßwein eine einstmals vom Bürgermeister 2001 ins Leben gerufene „Arbeitsgruppe Stadtgestaltung und Stadtentwicklung“ aktiv, die für alle Roßweiner Bürger offen ist, auf basisdemokratische Weise funktioniert und dem Stadtrat zuarbeitet.

### Stadtrat
Seit der Stadtratswahl am 9. Juni 2024 verteilen sich die 21 Sitze des Stadtrates wie tabellarisch aufgelistet. Auch vorherige Wahlen sind aufgelistet.
| Stadtrat ab 2024Insgesamt 21 Sitze - Linke: 1 - SPD: 3 - BWG N-R: 2 - CDU: 9 - AfD: 5 - FS: 1 Die AfD kann einen Sitz nicht besetzen. Der Stadtrat verkleinert sich entsprechend. | Liste                                           | 2024   | 2024   | 2019   | 2019   | 2014   | 2014   |
| Stadtrat ab 2024Insgesamt 21 Sitze - Linke: 1 - SPD: 3 - BWG N-R: 2 - CDU: 9 - AfD: 5 - FS: 1 Die AfD kann einen Sitz nicht besetzen. Der Stadtrat verkleinert sich entsprechend. | Liste                                           | Sitze  | in %   | Sitze  | in %   | Sitze  | in %   |
| Stadtrat ab 2024Insgesamt 21 Sitze - Linke: 1 - SPD: 3 - BWG N-R: 2 - CDU: 9 - AfD: 5 - FS: 1 Die AfD kann einen Sitz nicht besetzen. Der Stadtrat verkleinert sich entsprechend. | CDU                                             | 9      | 40,3   | 9      | 37,1   | 11     | 48,0   |
| Stadtrat ab 2024Insgesamt 21 Sitze - Linke: 1 - SPD: 3 - BWG N-R: 2 - CDU: 9 - AfD: 5 - FS: 1 Die AfD kann einen Sitz nicht besetzen. Der Stadtrat verkleinert sich entsprechend. | AfD                                             | 5      | 25,5   | 4      | 18,1   | –      | –      |
| Stadtrat ab 2024Insgesamt 21 Sitze - Linke: 1 - SPD: 3 - BWG N-R: 2 - CDU: 9 - AfD: 5 - FS: 1 Die AfD kann einen Sitz nicht besetzen. Der Stadtrat verkleinert sich entsprechend. | SPD                                             | 3      | 12,3   | 3      | 11,8   | 3      | 14,8   |
| Stadtrat ab 2024Insgesamt 21 Sitze - Linke: 1 - SPD: 3 - BWG N-R: 2 - CDU: 9 - AfD: 5 - FS: 1 Die AfD kann einen Sitz nicht besetzen. Der Stadtrat verkleinert sich entsprechend. | Bürgerwählergemeinschaft Niederstriegis-Roßwein | 2      | 11,1   | 3      | 14,2   | 4      | 17,0   |
| Stadtrat ab 2024Insgesamt 21 Sitze - Linke: 1 - SPD: 3 - BWG N-R: 2 - CDU: 9 - AfD: 5 - FS: 1 Die AfD kann einen Sitz nicht besetzen. Der Stadtrat verkleinert sich entsprechend. | Linke                                           | 1      | 6,4    | 3      | 15,7   | 4      | 17,3   |
| Stadtrat ab 2024Insgesamt 21 Sitze - Linke: 1 - SPD: 3 - BWG N-R: 2 - CDU: 9 - AfD: 5 - FS: 1 Die AfD kann einen Sitz nicht besetzen. Der Stadtrat verkleinert sich entsprechend. | Freie Sachsen                                   | 1      | 2,8    | –      | –      | –      | –      |
| Stadtrat ab 2024Insgesamt 21 Sitze - Linke: 1 - SPD: 3 - BWG N-R: 2 - CDU: 9 - AfD: 5 - FS: 1 Die AfD kann einen Sitz nicht besetzen. Der Stadtrat verkleinert sich entsprechend. | Grüne                                           | –      | 1,6    | –      | 3,1    | –      | 3,0    |
| Stadtrat ab 2024Insgesamt 21 Sitze - Linke: 1 - SPD: 3 - BWG N-R: 2 - CDU: 9 - AfD: 5 - FS: 1 Die AfD kann einen Sitz nicht besetzen. Der Stadtrat verkleinert sich entsprechend. | Wahlbeteiligung                                 | 66,9 % | 66,9 % | 59,2 % | 59,2 % | 47,3 % | 47,3 % |

### Bürgermeister
Seit dem 8. September 2022 ist Hubert Paßehr (CDU) der Bürgermeister von Roßwein. Er hatte sich am 3. Juli 2022 im 2. Wahlgang mit 43,8 % gegen seine Mitbewerber durchgesetzt. Von 2001 bis 2022 war Veit Lindner (parteilos) Bürgermeister.
| Wahl | Bürgermeister     | Vorschlag | Wahlergebnis (in %) |
| ---- | ----------------- | --------- | ------------------- |
| 2022 | Hubert Paßehr     | CDU       | 43,8                |
| 2015 | Veit Lindner      | Lindner   | 86,7                |
| 2008 | Veit Lindner      | Lindner   | 88,7                |
| 2001 | Veit Lindner      | Lindner   | 67,0                |
| 1994 | Wolfgang Pieschke | CDU       | 59,9                |

### Kreistag Mittelsachsen
Seit der Kreistagswahl am 26. Mai 2019 ist Roßwein durch Veit Lindner (parteilos, Fraktion SPD), Peter Krause (DIE LINKE.) und Ines Luft (AfD) im Kreistag vertreten.

### Wappen
Es handelt sich um ein „redendes Wappen“.
Blasonierung: „Ein weißes Pferd steht mit dem Kopf nach links schauend auf einem grünen „Drei-Berg“ (Berg mit drei Kuppen). Drei Weinreben und sieben Weinblätter sind ebenfalls auf dem Wappen zu sehen.“

### Städtepartnerschaften
Roßwein unterhält eine städtepartnerschaftliche Beziehung mit Freiberg am Neckar im württembergischen Landkreis Ludwigsburg.

## Kultur und Sehenswürdigkeiten

### Bauwerke

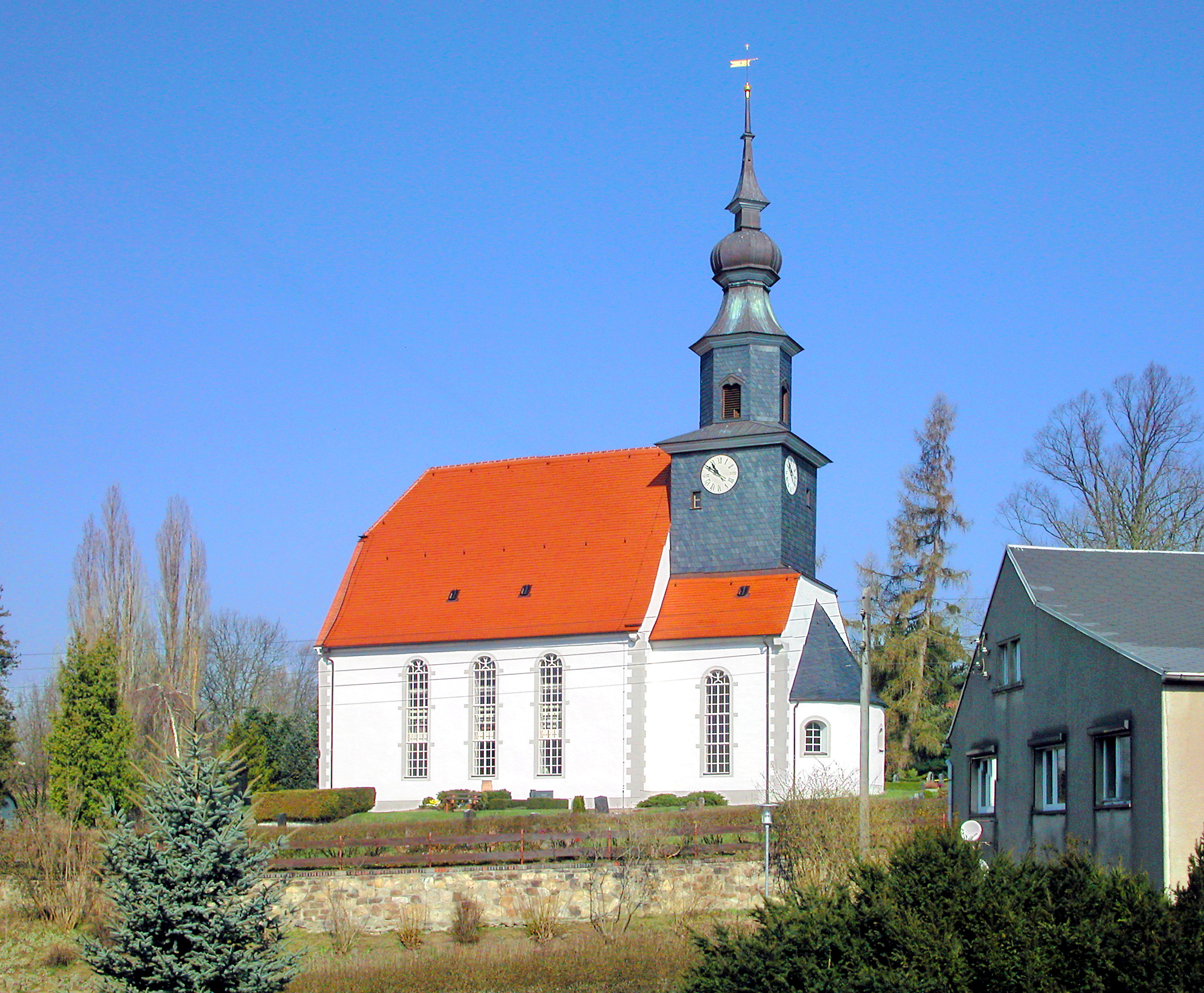
Gleisberg (Roßwein): Ev. Dorfkirche, romanische Chorturmkirche

Das historische Hallenbad in der Stadtbadstraße wurde im Jahre 1897 eingeweiht. Es handelt sich um das „erste behördlicherseits errichtete Hallenbad Sachsens“, wie der damalige Bürgermeister C.A. Rüder bei der Einweihungsfeier ausführte.
Weitere bauliche Sehenswürdigkeiten sind:
- Rathaus von 1862 mit Portal von 1529.
- Tuchmacherhaus aus 16. Jh. (ehemaliges Abthaus des Klosters Altzella)
- Kirche St. Marien (Inneres der Kirche im klassizistischen Stil)
- 2000 auf dem Markt errichtete Nachbildung der kursächsischen Postdistanzsäule
- Die Stadtmauer, von der noch Reste überall in der Stadt zu sehen sind, z. T. auch wieder restauriert.
- Die Villa Constanze in der Böhrigener Straße (Jugendstilvilla von 1905).
- Die Muldenpromenade, entlang der Freiberger Mulde mit Feuerwehr- und Industriemuseum und Irrgarten.
- Die letzte Dampfmaschine Roßweins[18], eine Tandem-Verbundmaschine der Fa. Hanomag Hannover, Baujahr 1911
- Die historische Signalbrücke am Bahnhof
- Saubrunnen
- Herrschaftliches Gutshaus im Ortsteil Otzdorf
- Kirche im Ortsteil Otzdorf
- Rundes Haus und Ruine der Burg Kempe im Ortsteil Mahlitzsch

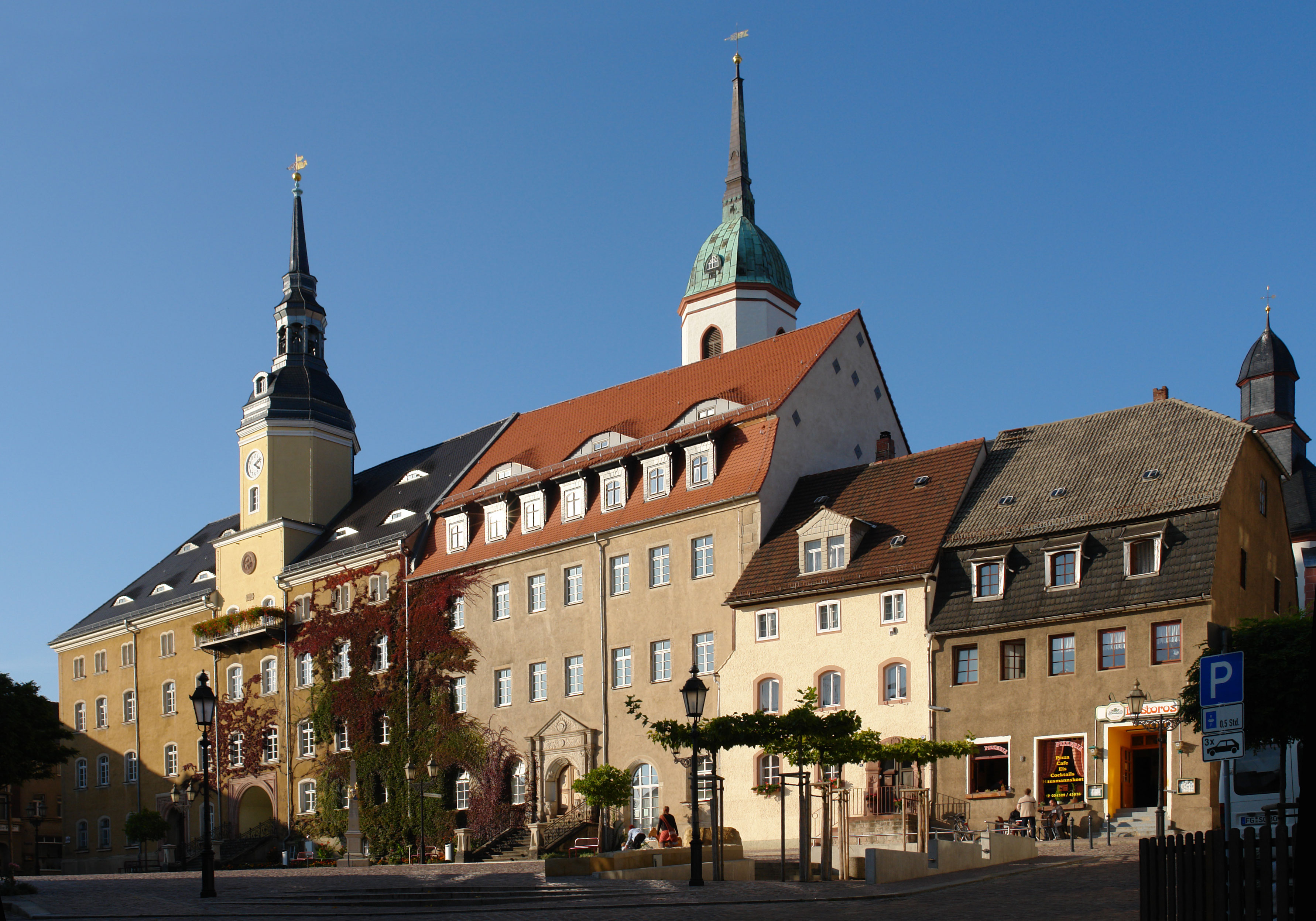
Rathaus
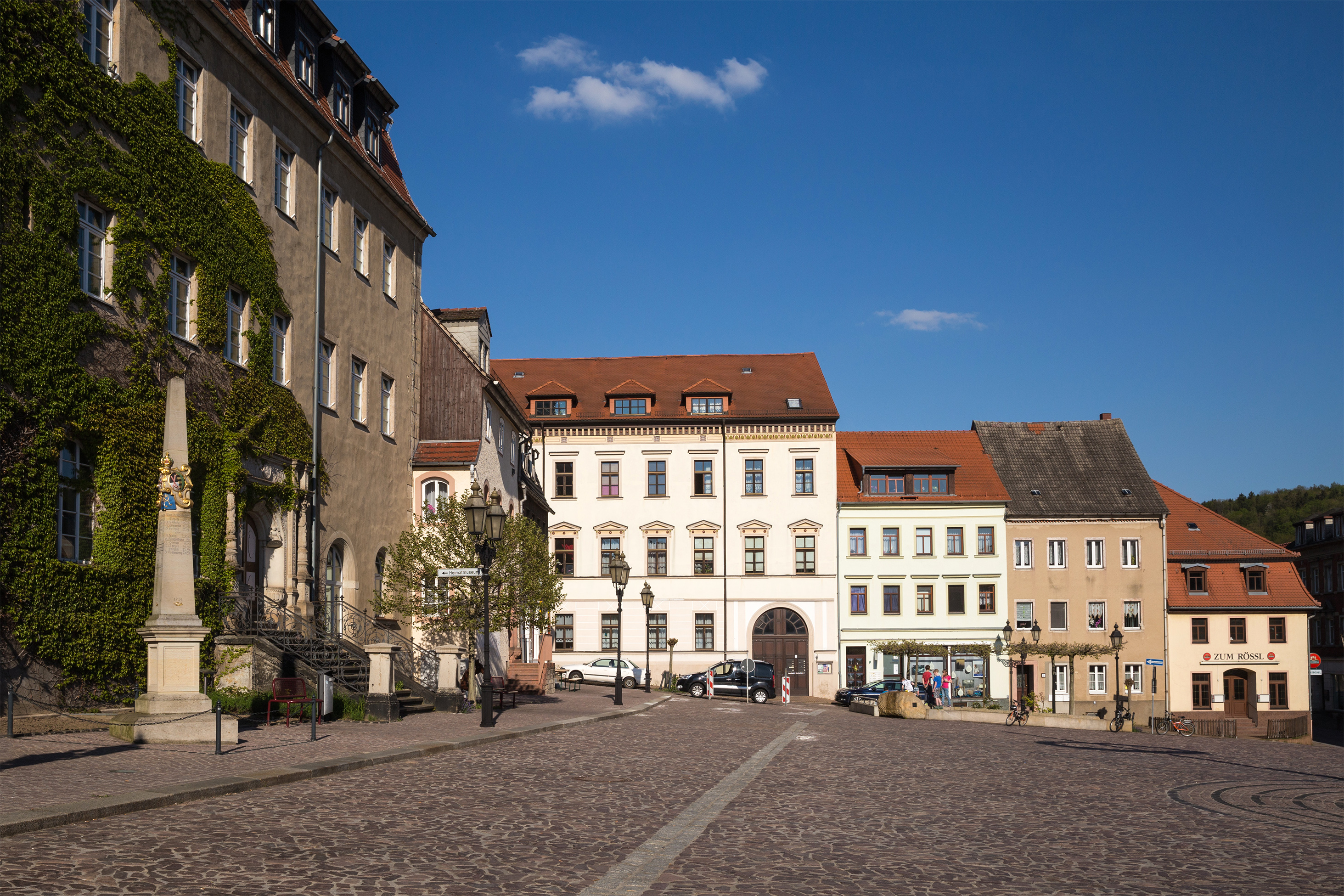
Marktplatz (2016)
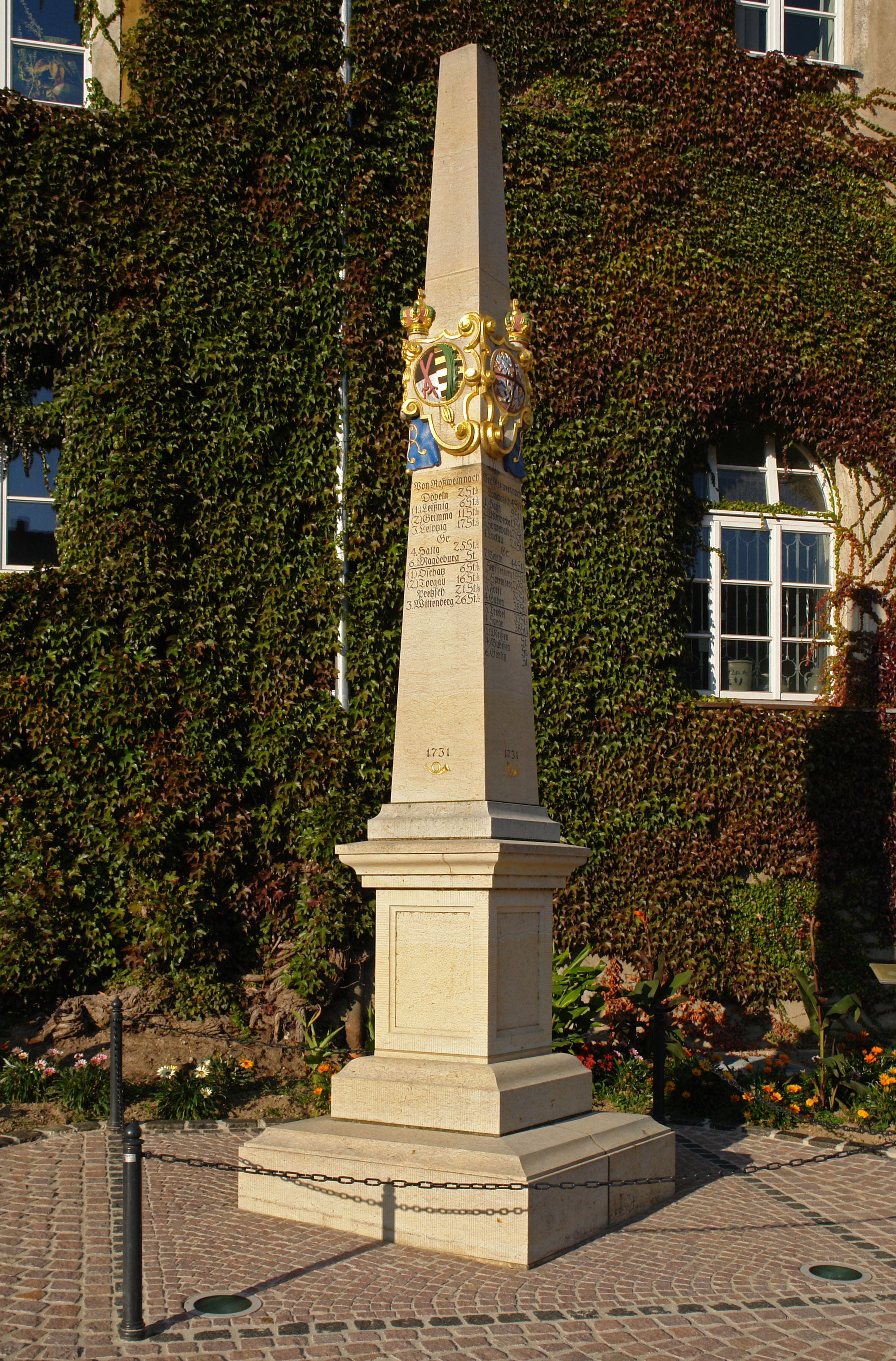
Postmeilensäule
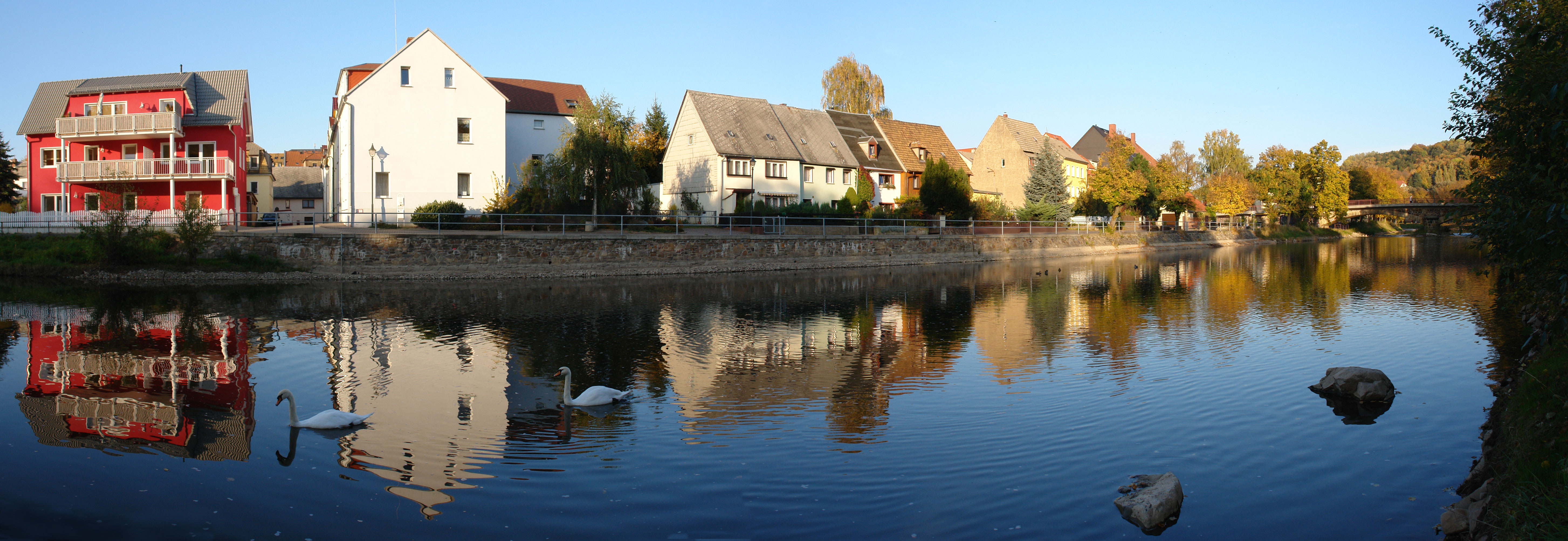
Uferpromenade
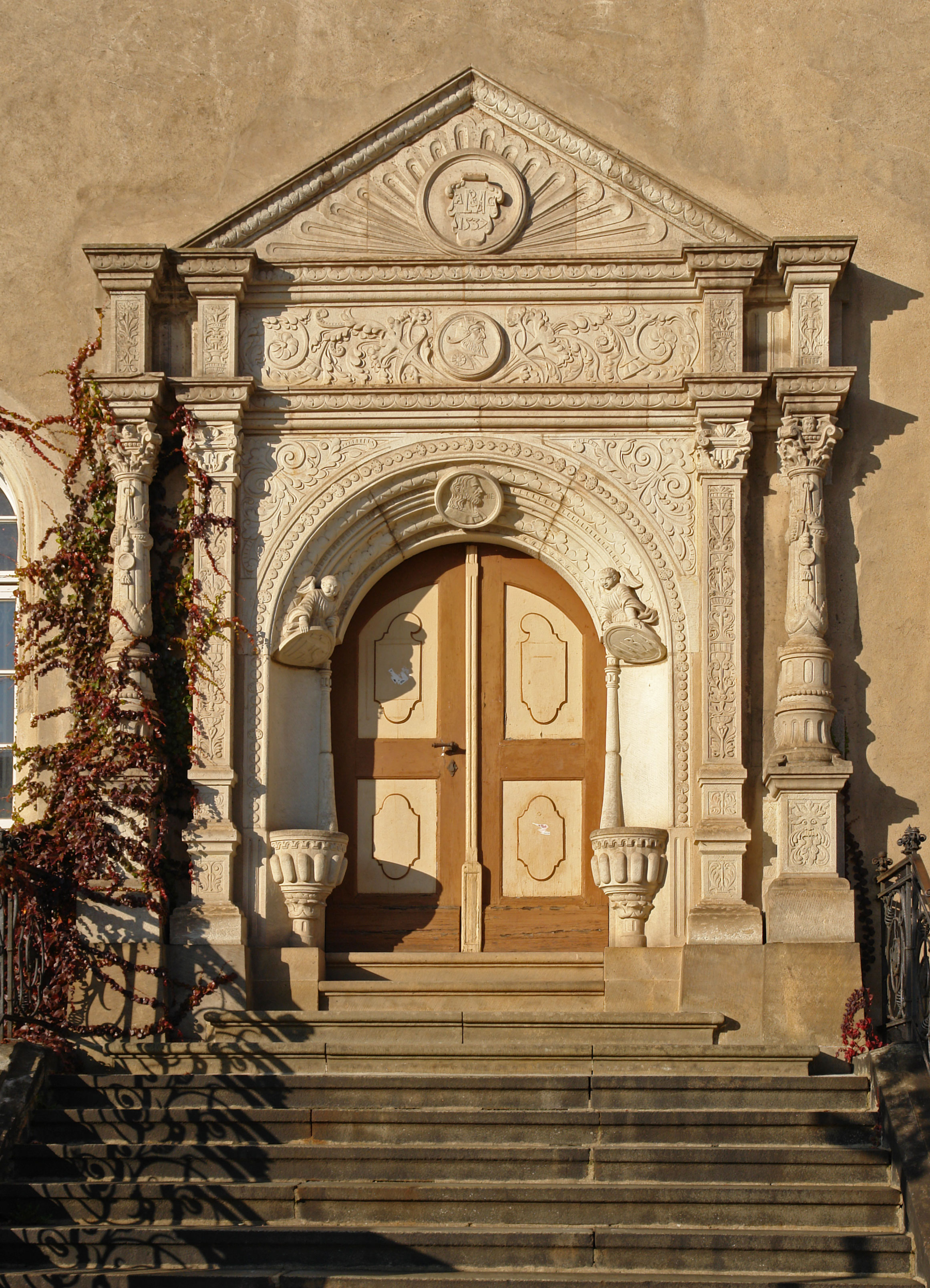
Portal des Heimatmuseums

### Naturdenkmäler
Die mit über 200 Jahren wahrscheinlich zweitälteste Kamelie nördlich der Alpen ist in Roßwein zu finden. Ferner gibt es an der Straße nach Döbeln mit dem Troischaufelsen einen einzigartigen geologischen Aufschluss. Der unter Naturschutz stehende Felsen besteht aus dem in der Region seltenen Gabbro. Bis zum Bau der Döbelner Straße um 1860 wurde an dieser Stelle noch Silber und Kupfer in einem Stollen abgebaut.
Zwei Kilometer östlich von Roßwein befindet sich das Flächendenkmal der vormaligen Bergwerksanlagen von „Segen Gottes Erbstolln“. Seit dem Jahre 1980 betreibt der gemeinnützige Verein „Segen Gottes Erbstolln“ aktive Denkmalspflege an diesem bedeutenden montanhistorischen Denkmal.

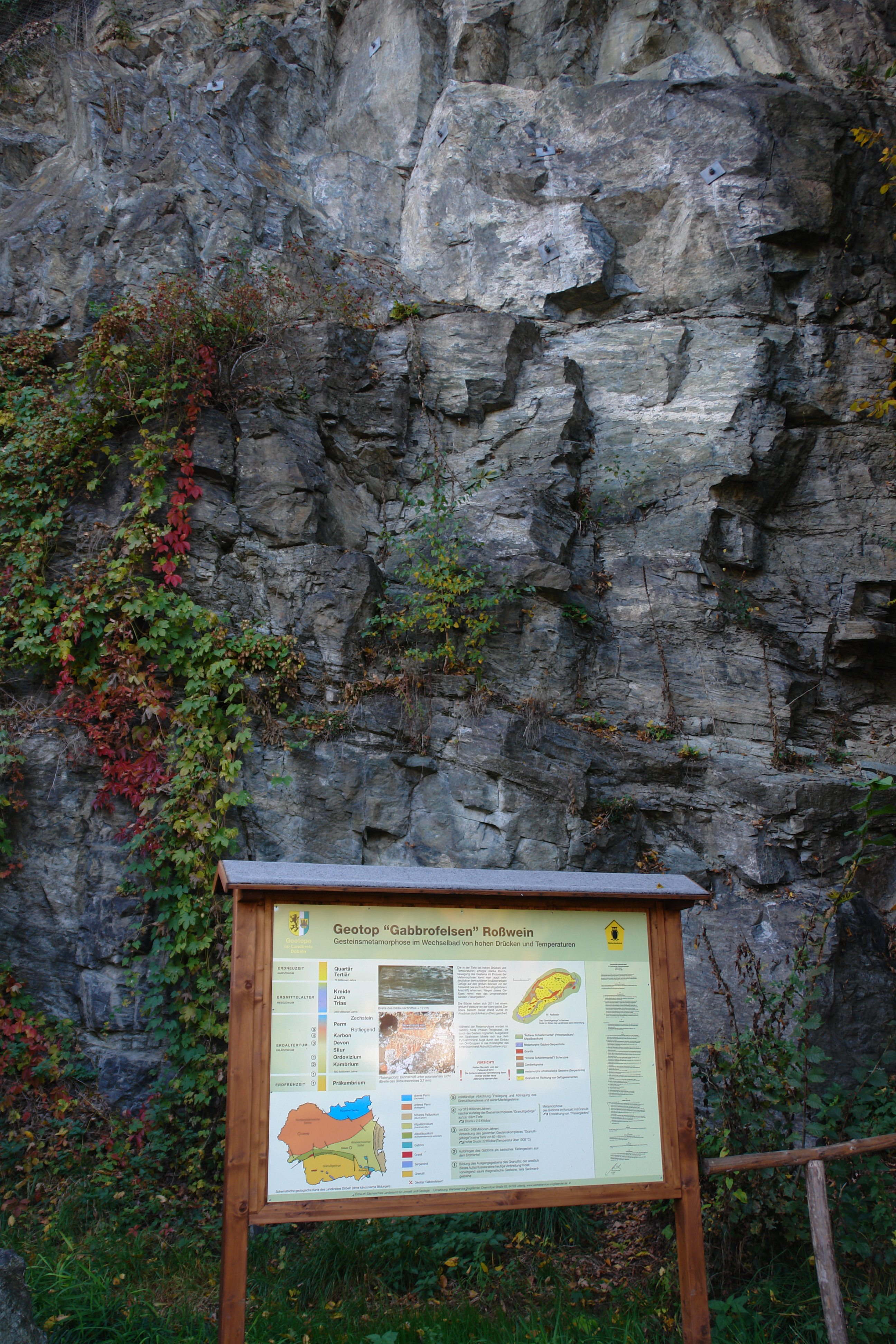
Geotop „Gabbrofelsen“ in Roßwein
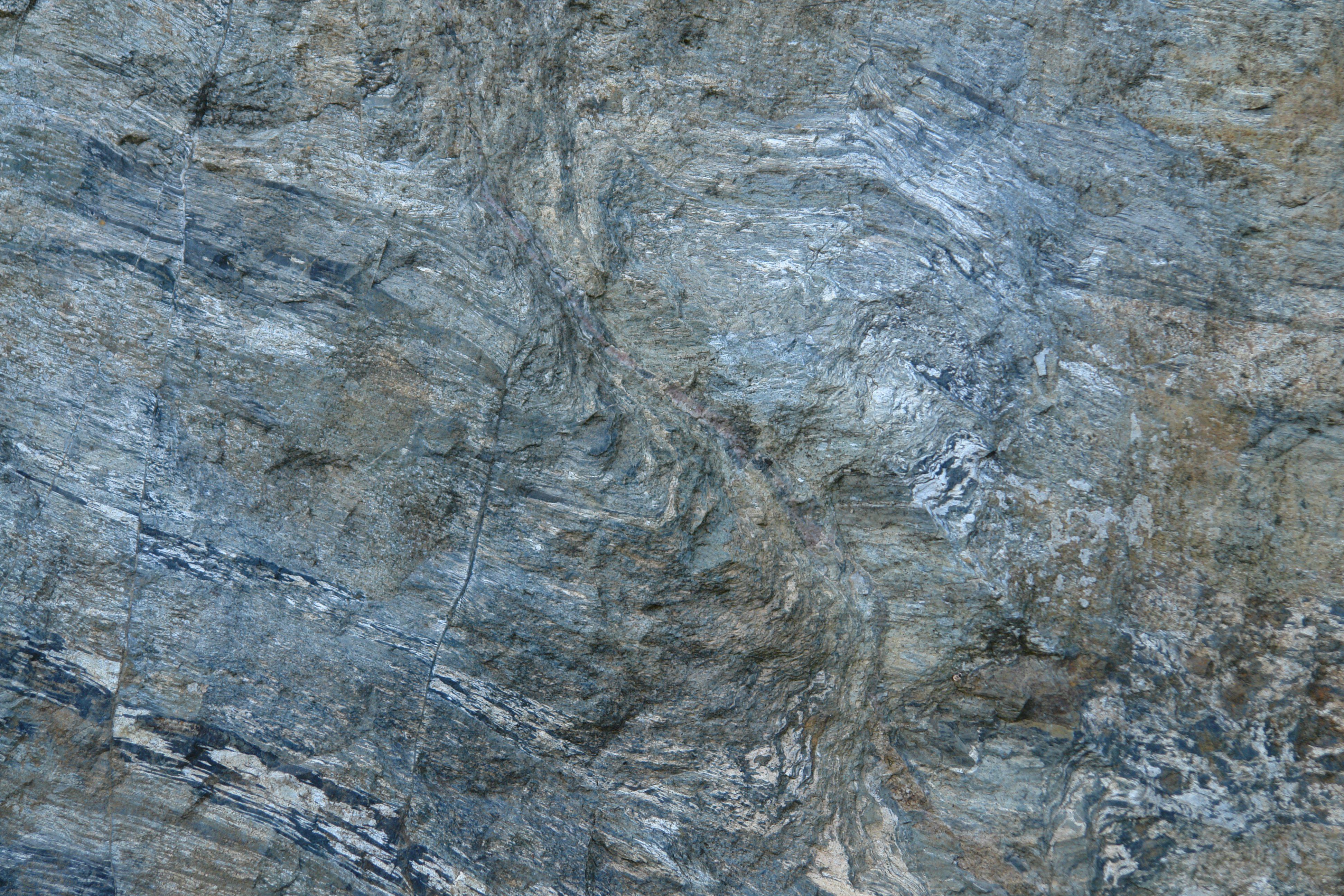
Gabbrogestein in Roßwein

## Wirtschaft und Infrastruktur

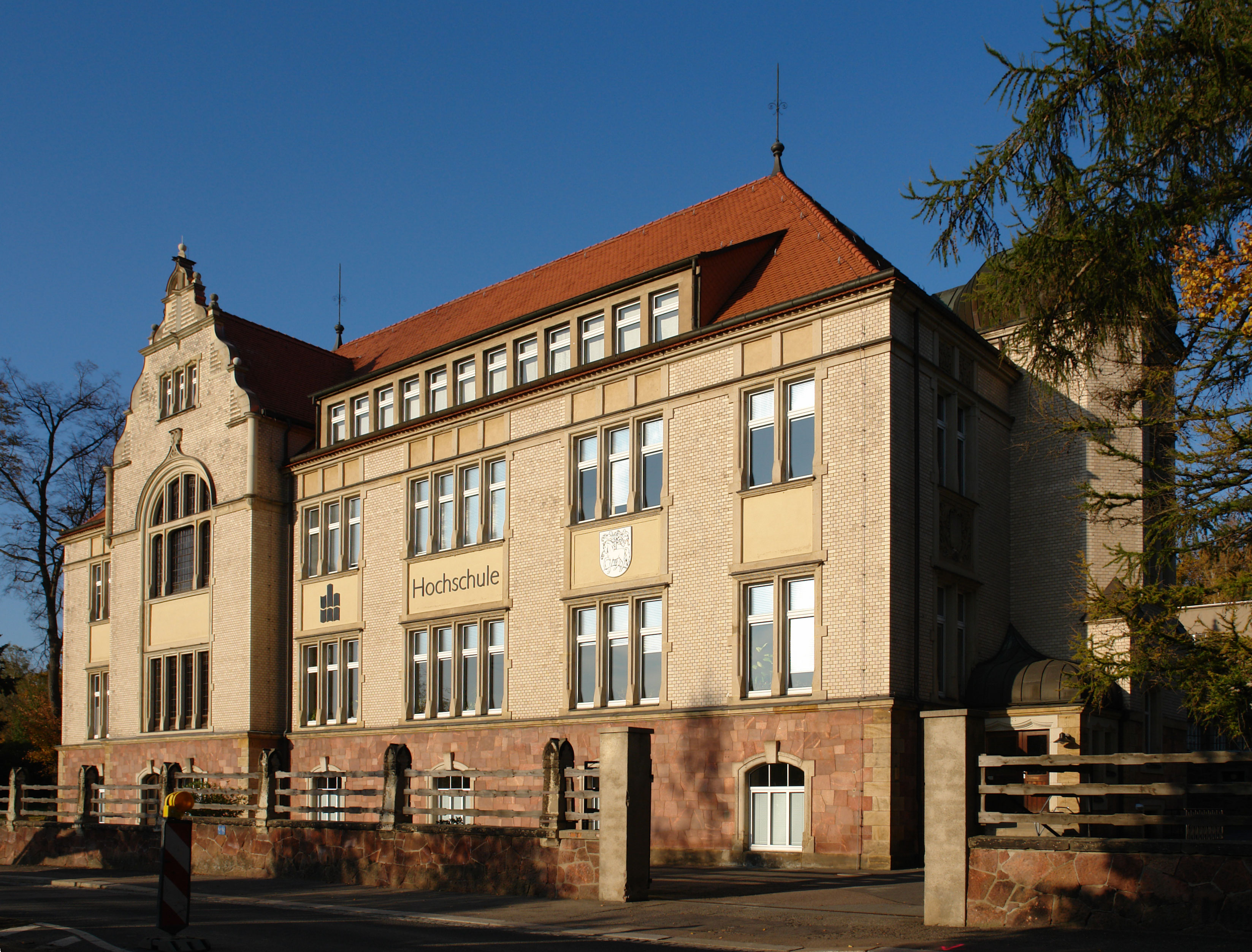
Hochschulgebäude für den Fachbereich Soziale Arbeit

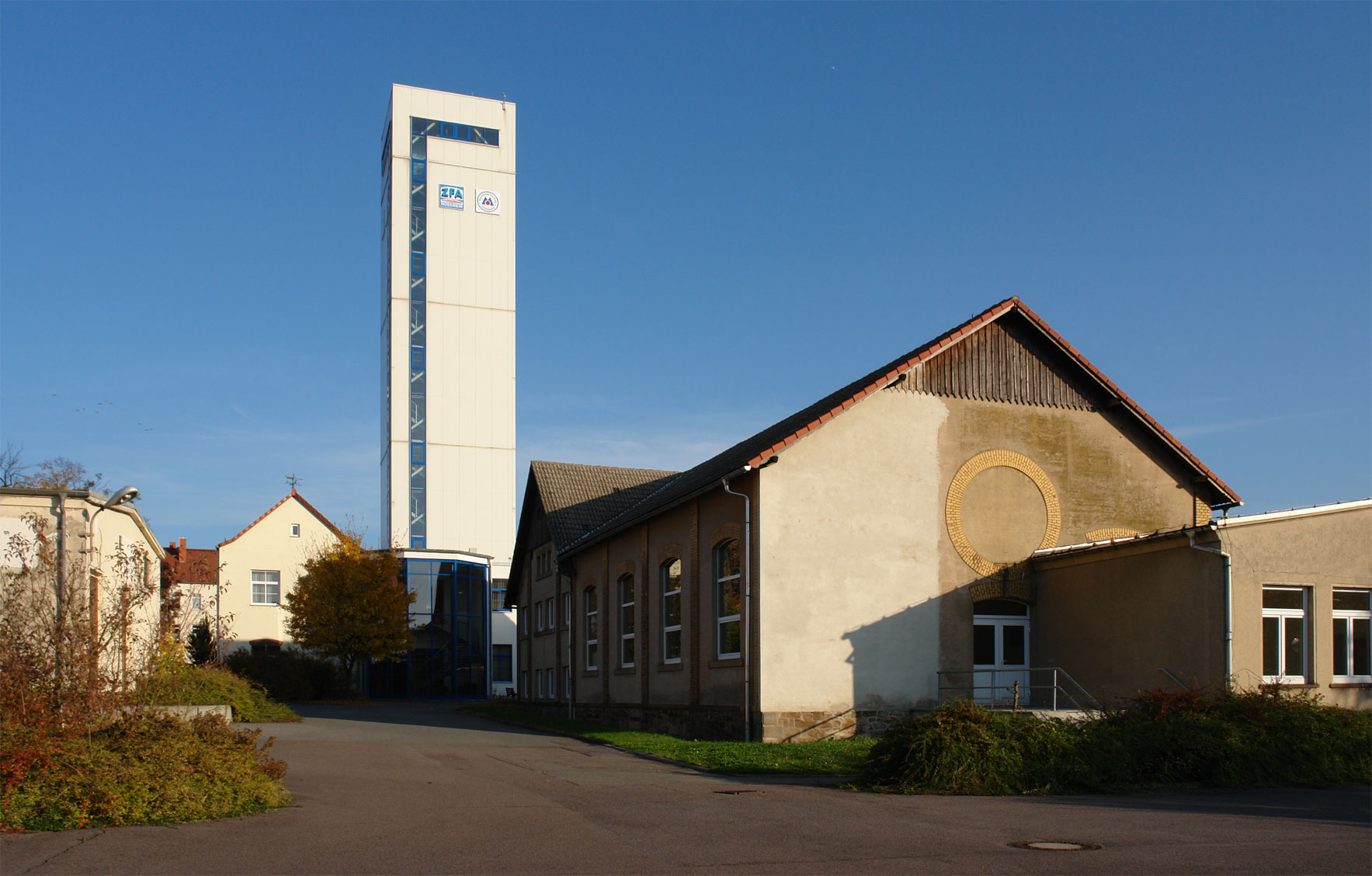
Hochschulgebäude für den Stahl- und Metallbau / Aufzugstechnik

### Verkehr
Roßwein liegt im Städtedreieck Chemnitz–Leipzig–Dresden, die Straßenverkehrsanbindungen erfolgt über die nahe gelegene A 4 und A 14 sowie die B 175. Roßwein verfügt über einen Bahnhof an der Bahnstrecke Borsdorf–Coswig, der seit Dezember 2015 ohne Personenverkehr ist. Die Stadt war Ausgangspunkt für die umgangssprachlich als Striegistalbahn bekannte, Bahnstrecke Roßwein–Hainichen–Niederwiesa. Diese Strecke ist im Abschnitt Roßwein–Hainichen vom Eisenbahnverkehr freigestellt.

### Ansässige Unternehmen
Neben einigen regionalen Bauunternehmen wird die Unternehmensstruktur heute von zwei Autozulieferern bestimmt. Im Jahre 2005 siedelte sich der japanische Hitachi-Konzern im Industriegebiet Goldene Höhe an. Er produziert dort Hochdruckpumpen für die Benzineinspritzung. Im ehemaligen Press- und Schmiedewerk wurden von der Frauenthal Powertrain GmbH Pleuelstangen hergestellt.

### Bildung
Weitere wichtige Bildungs- und Forschungseinrichtungen:
- Bundesfachschule Metallhandwerk
- Zentrum für Förder- und Aufzugstechnik
- Geschwister-Scholl-Oberschule
- Bis 2014 gab es eine Außenstelle der Hochschule Mittweida mit den Fachbereichen Soziale Arbeit und Metalltechnik. Diese wurden an den Hauptsitz Mittweida verlagert.

## Persönlichkeiten

### Ehrenbürger
- Otto von Bismarck (1815–1898), seit dem 1. April 1895
- Friedrich Oswald Naupert (1841–1926), 1912 königl. sächs. Kammerrat, seit dem 9. August 1914
- Cornelius Kohl (1906–2006), Pfarrer in Roßwein und später Superintendent in Freiberg, seit dem 14. Juni 1998
- Helga Frankenstein (* 1934 oder 1935) seit 22. Juli 2015
- Veit Lindner (1968–2023), von 2001 bis 2022 Bürgermeister der Stadt Roßwein, Ehrenbürger seit 13. Januar 2023

### In Roßwein geboren
- Johann Höpner (1582–1645), lutherischer Theologe, Professor der Theologie an der Universität Leipzig und Rektor derselben
- Johann Christoph Rothe (1653–1700), Komponist, Violinist und Sänger
- Christian August von Gutbier (1798–1866), Offizier und Geologe
- Friedrich August Zimmermann (1805–1876), Maler und Lithograph
- Albert Lorenz (1816–1887), Komponist und kngl. preußischer Militärkapellmeister
- Bruno Brückner (1824–1905), protestantischer Theologe
- Friedrich Wilhelm Kaulisch (1827–1881), Lehrer in Ulbersdorf, schrieb das Gedicht Mutterliebe („Wenn Du noch eine Mutter hast“)
- Wilhelm Frohberg (1851–unbekannt), Turner und Turnpädagoge
- Max Otto Schröder (1858–1926), sächsischer Politiker und Finanzminister
- Otto Boerner (1861–1918), Philologe und Lehrer
- Käthe Lore Zschweigert (1884–1967), Textildesignerin
- Erich Kürschner (1911–1977), Puppenspieler und Bühnenleiter der Hohnsteiner Puppenspiele
- Paul Rockstroh († 1944 KZ Sachsenhausen), kommunistischer Widerstandskämpfer gegen Faschismus und Nationalsozialismus
- Wolfgang Ohmer (* 1957), Musiker und Komponist
- Hank Teufer (* 1959), Schauspieler, Regisseur, Theaterleiter und -produzent
- Andreas Filler (* 1963), Mathematiker und Hochschullehrer
- Detlef Schlegel (* 1964), Koch, mit einem Stern im Guide Michelin ausgezeichnet

### Persönlichkeiten, die in der Stadt gewirkt haben
- Johann Traugott Lohse (1760–1836), Baumeister und Architekt
- Karl Friedrich Böhmert (1797–1882), Pfarrer, Gründer der Sonntagsschule (1832), des Gewerbevereins (1834) und der Krankenkasse (1849) von Roßwein. Ehrenbürger (1839)
- Karl Gautsch (1810–1879), Heimatforscher, Politiker und Rechtsanwalt
- Werner Retzlaff (1890–1960), Architekt der Bauhaus-Moderne
- Othmar Faber (1927–2008), päpstlicher Ehrenprälat im Bistum Dresden-Meißen, ab 1955 Lokalkaplan und Pfarrvikar in Roßwein

## Dialekt
Roßwein liegt an einer Grenze dreier Formen des sächsischen Dialekts: nördlich davon das Nordmeißenische, südlich das Südmeißenische, und östlich stößt das Südostmeißenische an; welche alle drei zu den Meißenischen Dialekten zuzurechnen sind.